# Taupont
Taupont är en kommun i departementet Morbihan i regionen Bretagne i nordvästra Frankrike. Kommunen ligger i kantonen Ploërmel som tillhör arrondissementet Vannes. År 2022 hade Taupont 2 400 invånare.

## Befolkningsutveckling
Antalet invånare i kommunen Taupont
| Referens: INSEE |